# Frenchpark
Frenchpark (irisch Dún Gar, historisch anglisiert Dungar) ist ein irisches Dorf im Norden des County Roscommon. Bei der Volkszählung 2022 lebten hier 572 Einwohner.
Frenchpark liegt an der Nationalstraße N5, die von Longford nach Sligo im Nordwesten des Landes führt. Sie wird von der R361 von Boyle nach Castlerea gekreuzt. Eine Umgehung für Frenchpark an Elphin und Strokestown vorbei ist geplant. 
Im Süden fließt der Carricknabraher River. 

## Geschichte
Der ursprüngliche anglisierte Name der Siedlung war Dungar. Der heutige englische Name geht auf den Sitz der Familie French, den Baronen de Freyne zurück. Deren Stammsitz war bis 1952 Frenchpark House. Das Anwesen bzw. das Herrenhaus aus der Mitte des 17. Jahrhunderts wurde in den 1970er Jahren abgebrochen.
Die alte Dominikanerpriorei, die 1385 von der Familie MacDermot Roe gestiftet wurde, wurde in den 1650er Jahren aufgelöst. Heute steht lediglich noch der Turm. 1840 wurde das Market House der Ortschaft errichtet.

## Persönlichkeiten
- Douglas Hyde (1860–1949), erster Präsident der Republik Irland, wuchs hier auf. Ein Informationszentrum zu seiner Person befindet sich im Ort.
- Claire Kerrane (* 1992), Politikerin der Sinn Féin, Teachta Dála

## Galerie

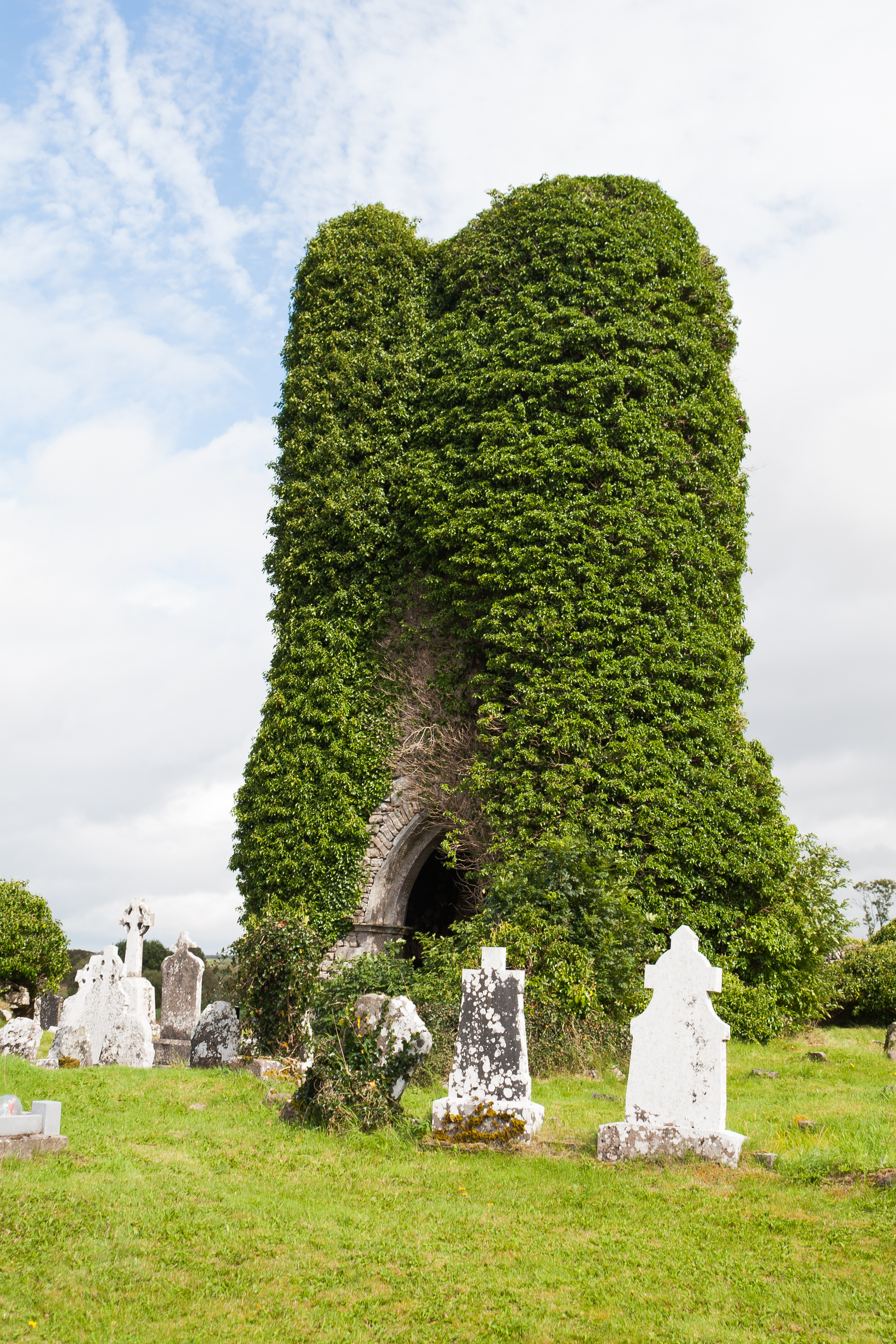
Turm der Dominikanerpriorei
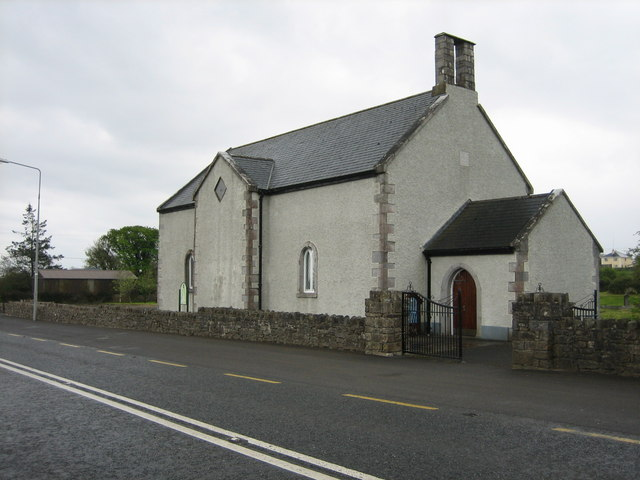
Douglas Hyde Centre